# Cupha leonida
Cupha leonida är en fjärilsart som beskrevs av Hans Fruhstorfer 1912. Cupha leonida ingår i släktet Cupha och familjen praktfjärilar. Inga underarter finns listade i Catalogue of Life.